# Пентус, Стен
Стен Пентус (эст. Sten Pentus; родился 3 ноября 1981 года в Таллине, СССР) — эстонский автогонщик.

## Общая информация
Сестра Стена — Кейт — крупный эстонский политик, член действующего кабинета министров в статусе министра окружающей среды.

## Спортивная карьера
Эстонец начал свою гоночную карьеру в середине 1990-х годов, участвуя в различных прибалтийских картинговых турнирах. Показав неплохую скорость и стабильность результатов в этих гонках, Стен к 2000 году находит финансирование на переход в формульный автоспорт: несколько лет он участвует в различных полулюбительских чемпионатах в Эстонии, Латвии и Литве, быстро став одним из лидеров. Найти финансирование на переезд в более конкурентные европейские чемпионаты не удаёётся и Пентус постепенно пробует себя и в кузовных гонках: сначала в родной Прибалтике, а потом и в Финляндии.
В 2004 году наконец удаётся найти дополнительную спонсорскую поддержку и эстонец пробует свои силы в немецкой Формуле-БМВ. В новых условиях Стен смог бороться лишь во второй половине пелотона, но по ходу года смог дважды пробиться в очки. Следующий сезон Пентус провёл на ограниченном расписании в прибалтийских сериях, а в 2006 году вновь вернулся в Европу: в двухлитровые чемпионаты Формулы-Рено. Несколько сезонов сначала в еврокубке, а затем в британских сериях, позволили постепенно улучшать свои результаты, но максимумом того, на что хватало эстонца, была борьба в середине пелотона с периодическими финишами в десятке сильнейших.
В конце 2008 года стабильная поддержка спонсоров позволила найти себе место в Формуле-Рено 3.5: первые старты прошли в борьбе в конце пелотона, но уже по ходу первых гонок второго сезона эстонец смог временами не только бороться за очки, но и приезжать на подиумных позициях. В 2010 году Пентус выдал очень стабильный сезон, выступая за Fortec Motorsport он многократно финиширует на подиумных позициях и выигрывает сразу две гонки. По итогам чемпионата он занимает четвёртое место в личном зачёте. Через год Стен строит планы на борьбу за титул, но смена команды негативно сказывается на результатах: редкие финиши в очковой зоне приводят лишь к 24-му месту в личном зачёте и разгрому во внутрикомандом споре с Альбертом Костой: за год до этого закончив чемпионат с равным количеством очком, Стен в этот уступает испанцу 140 зачётных баллов, лишь раз финишировав в гонках выше десятого места.
Проблемный сезон приводит к проблемам с финансированием и в 2012 году эстонец проводит сезон на ограниченном расписании в серии Auto GP, где выступая за не самые сильные команды он четыре из шести гонок завершает в очках.

## Статистика результатов в моторных видах спорта

### Сводная таблица
| 2000 | Балтийская Формула-4                               | н/д                     | н/д | н/д | н/д | н/д | 280 | 1-й  |
| 2000 | Формула-Baltic                                     | н/д                     | н/д | н/д | н/д | н/д | н/д | 1-й  |
| 2001 | Baltic Touring Car Championship (класс Super 1600) | н/д                     | 5   | н/д | н/д | 1   | 94  | 2-й  |
| 2001 | Балтийская Формула-4                               | н/д                     | н/д | н/д | н/д | н/д | 280 | 1-й  |
| 2002 | Baltic Touring Car Championship (класс B2000)      | Saksa Auto AMK          | 6   | 0   | 0   | 0   | 44  | 7-й  |
| 2002 | FTCC                                               | Saksa Auto AMK          | 4   | 0   | 0   | 0   | 0   | НК   |
| 2002 | Формула-Baltic                                     | н/д                     | н/д | н/д | н/д | н/д | 125 | 2-й  |
| 2003 | Формула-Baltic                                     | н/д                     | н/д | н/д | н/д | н/д | 78  | 4-й  |
| 2004 | Формула-BMW ADAC                                   | KUG-DeWalt Racing       | 18  | 0   | 0   | 0   | 4   | 18-й |
| 2005 | Формула-Baltic                                     | н/д                     | н/д | н/д | н/д | н/д | 60  | 10-й |
| 2006 | Североевропейский кубок Формулы-Рено 2.0           | MDR Motorsport          | 2   | 0   | 0   | 0   | 18  | 30-й |
| 2006 | Еврокубок Формулы-Рено 2.0                         | SG Formula              | 8   | 0   | 0   | 0   | 0   | НК   |
| 2007 | Формула-Рено 2.0 BARC. Зимняя серия                | Falcon Motorsport       | 4   | 2   | 1   | 1   | 25  | 4-й  |
| 2007 | Формула-Рено 2.0 BARC                              | Falcon Motorsport       | 8   | 0   | 0   | 0   | 27  | 11-й |
| 2008 | Формула-Рено 2.0 UK                                | CR Scuderia             | 10  | 0   | 0   | 0   | 78  | 18-й |
| 2008 | Формула-Рено 3.5                                   | Comtec Racing           | 2   | 0   | 0   | 0   | 0   | НК   |
| 2009 | Формула-Рено 3.5                                   | Mofaz Fortec Motorsport | 17  | 0   | 0   | 0   | 23  | 16-й |
| 2010 | Toyota Racing Series                               | Giles Motorsport        | 12  | 0   | 2   | 2   | 660 | 4-й  |
| 2010 | Формула-Рено 3.5                                   | Fortec Motorsport       | 17  | 1   | 2   | 2   | 78  | 4-й  |
| 2011 | Формула-Рено 3.5                                   | EPIC Racing             | 17  | 0   | 0   | 0   | 11  | 24-й |
| 2012 | Auto GP                                            | Virtuosi UK Zele Racing | 6   | 0   | 0   | 0   | 14  | 15-й |